# Allopaa barmoachensis
Espèce
Synonymes
- Rana barmoachensis Khan & Tasnim, 1989
- Paa barmoachensis (Khan & Tasnim, 1989)
- Nanorana barmoachensis (Khan & Tasnim, 1989)

Allopaa barmoachensis est une espèce d'amphibiens de la famille des Dicroglossidae.

## Répartition
Cette espèce se rencontre au Cachemire indien et pakistanais.

## Description
Le mâle holotype mesure 60,3 mm.

## Étymologie
Son nom d'espèce, composé de barmoach et du suffixe latin -ensis, « qui vit dans, qui habite », lui a été donné en référence au lieu de sa découverte, Barmoach dans le district de Kotli au Pakistan.

## Publication originale
- Khan & Tasnim, 1989 : A new frog of the genus Rana, subgenus Paa, from southwestern Azad Kashmir. Journal of Herpetology, vol. 23, p. 419-423.